# Carnières
Carnières ist eine französische Gemeinde mit 987 Einwohnern (Stand: 1. Januar 2022)  im Département Nord in der Region Hauts-de-France, Sie gehört zum Arrondissement Cambrai und zum Kanton Caudry. Die Bewohner nennen sich Carnièrois und Carnièroises.

## Geografie
Die Gemeinde Carnières liegt sieben Kilometer östlich von Cambrai. Sie grenzt im Nordwesten an Cagnoncles, im Norden an Rieux-en-Cambrésis, im Nordosten an Avesnes-les-Aubert, im Osten an Boussières-en-Cambrésis, im Südosten an Beauvois-en-Cambrésis und Fontaine-au-Pire, im Süden an Cattenières, im Südwesten an Estourmel und im Westen an Cauroir. Das Siedlungsgebiet liegt auf 80 m über dem Meer.

## Bevölkerungsentwicklung
| Jahr                       | 1962 | 1968 | 1975 | 1982 | 1990 | 1999 | 2008 | 2013 | 2020 |
| Einwohner                  | 1042 | 1060 | 1055 | 1065 | 1041 | 930  | 999  | 1078 | 1009 |
| Quellen: Cassini und INSEE |      |      |      |      |      |      |      |      |      |

## Sehenswürdigkeiten
- Kirche Saint-Germain aus dem 16. Jahrhundert, Turm seit 1990 als Monument historique eingeschrieben
- Schlosskapelle im Ortsteil Boistrancourt

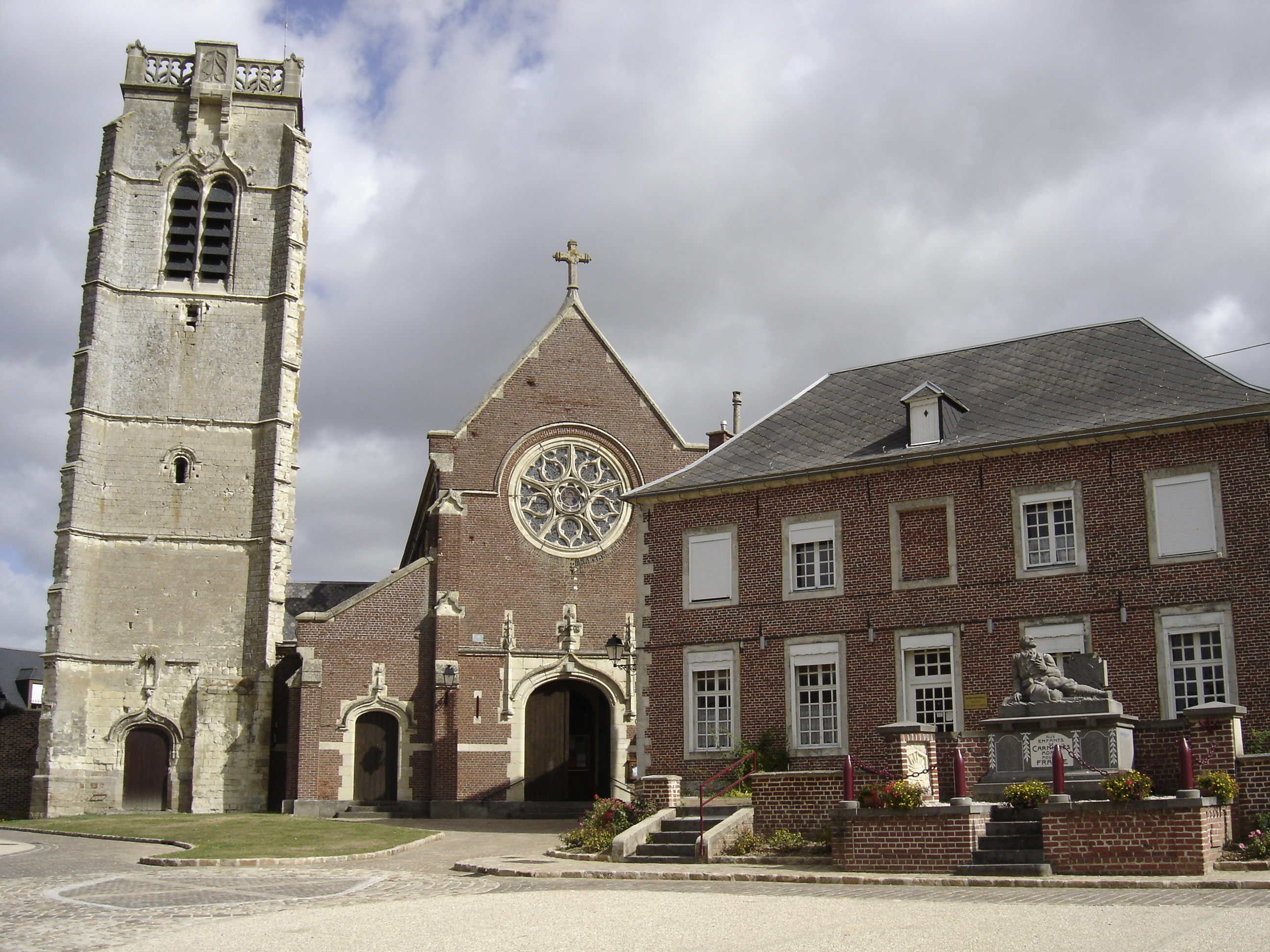
Kirche Saint-Germain
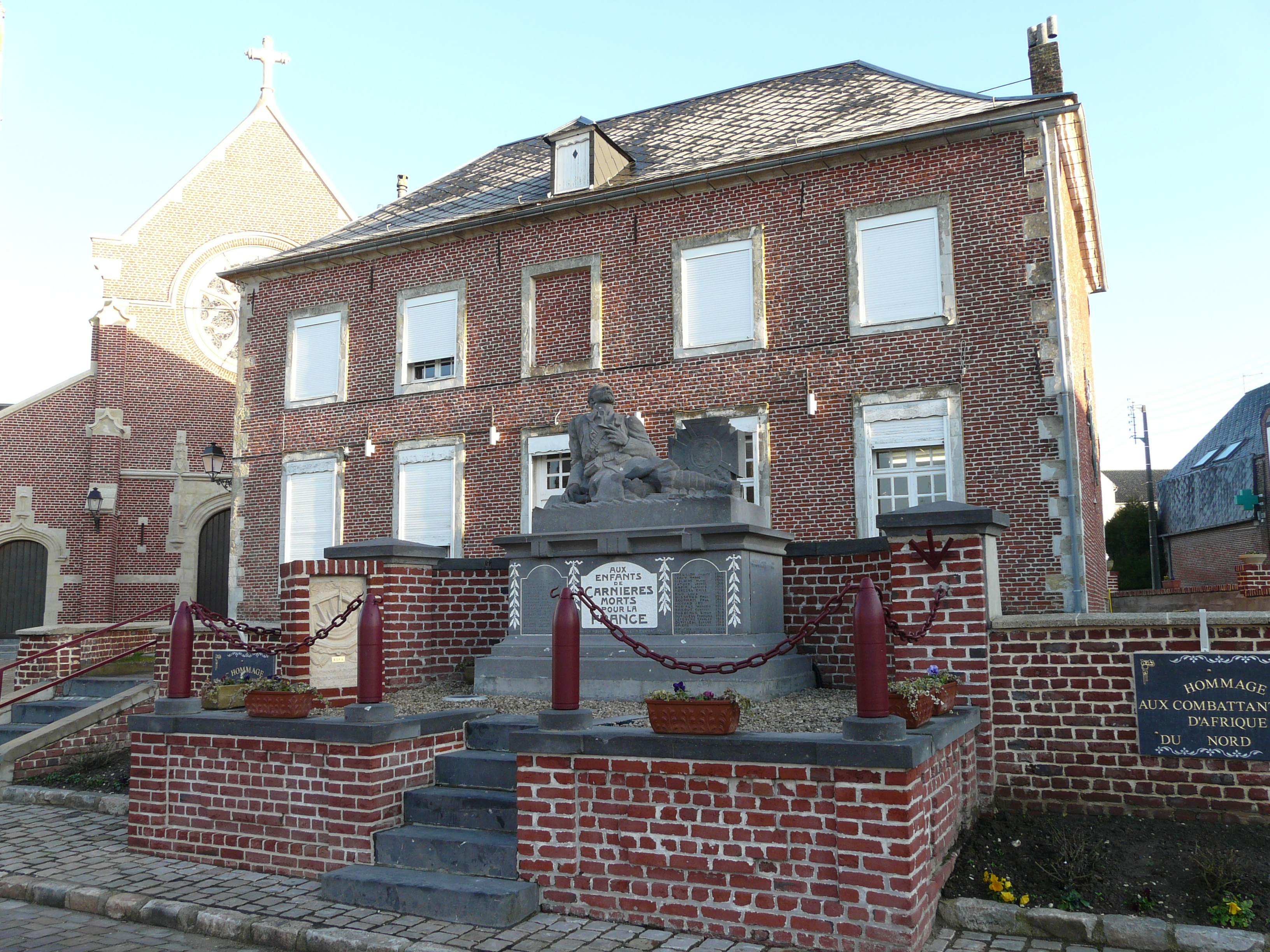
Gefallenendenkmal
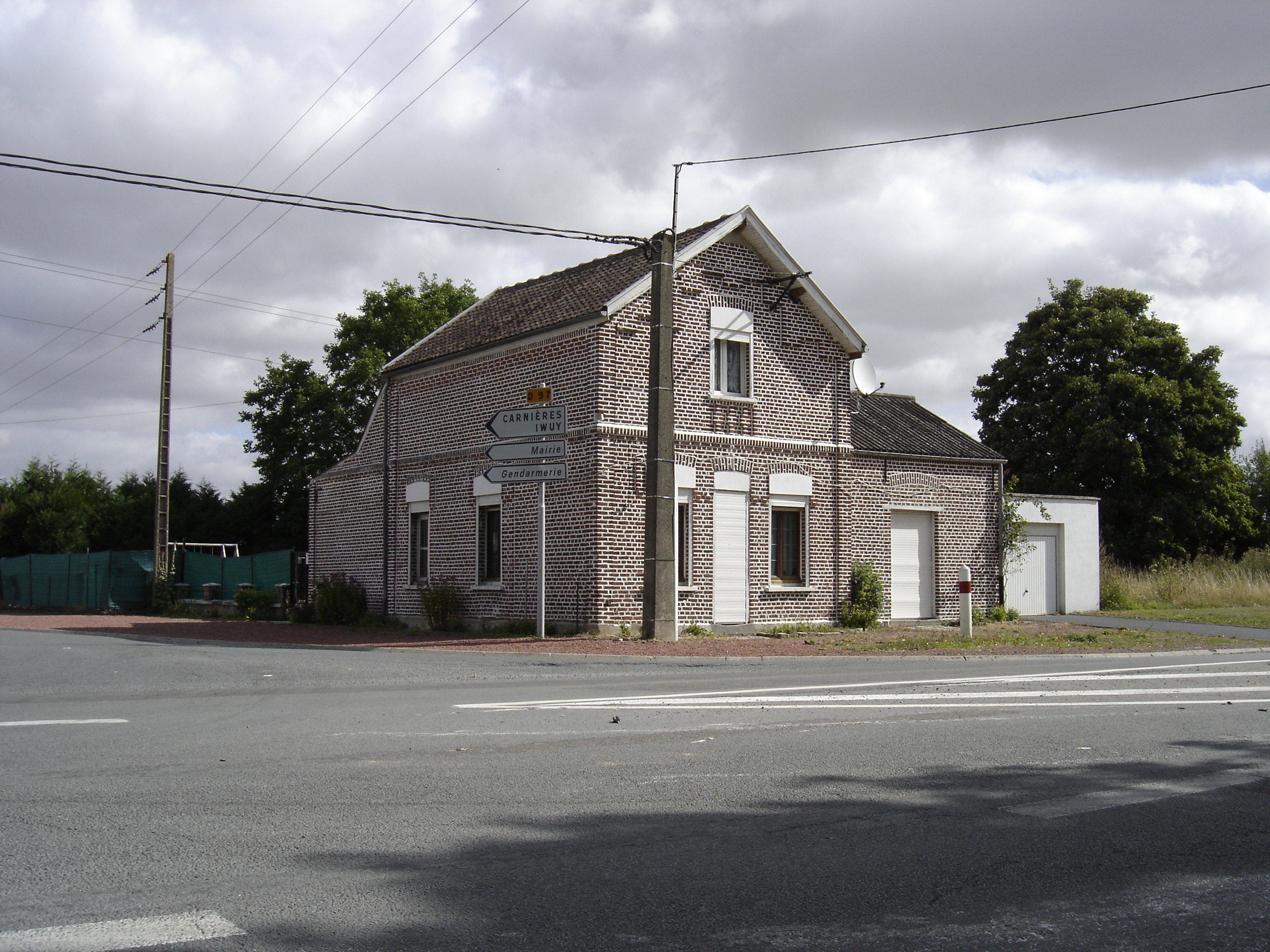
Ehemaliges Bahnhofsgebäude Carnières im Ortsteil Boistrancourt

## Wappen
